# Begonia coronensis
Begonia coronensis é uma espécie de Begonia natural da ilha Palawan, nas Filipinas.